# Mastrus subspinosus
Mastrus subspinosus là một loài tò vò trong họ Ichneumonidae.